# Національний парк Банк-д'Арґен
Національний парк Банк-д'Арґе́н (фр. Parc National du Banc d'Arguin) розташований в Мавританії на узбережжі Атлантичного океану між Нуакшотом і Нуадібу, включає піщані дюни, прибережні болота, невеликі острови та мілководді. З 1989 року був включений до списку Світової спадщини ЮНЕСКО завдяки цінним природним комплексам перехідної зони між пустелею і океаном. Парк рясніє мігруючими птахами, які прилітають сюди зимувати. Також мешкають декілька видів морських черепах, дельфіни.